# Mistrovství Československa v atletice 1983

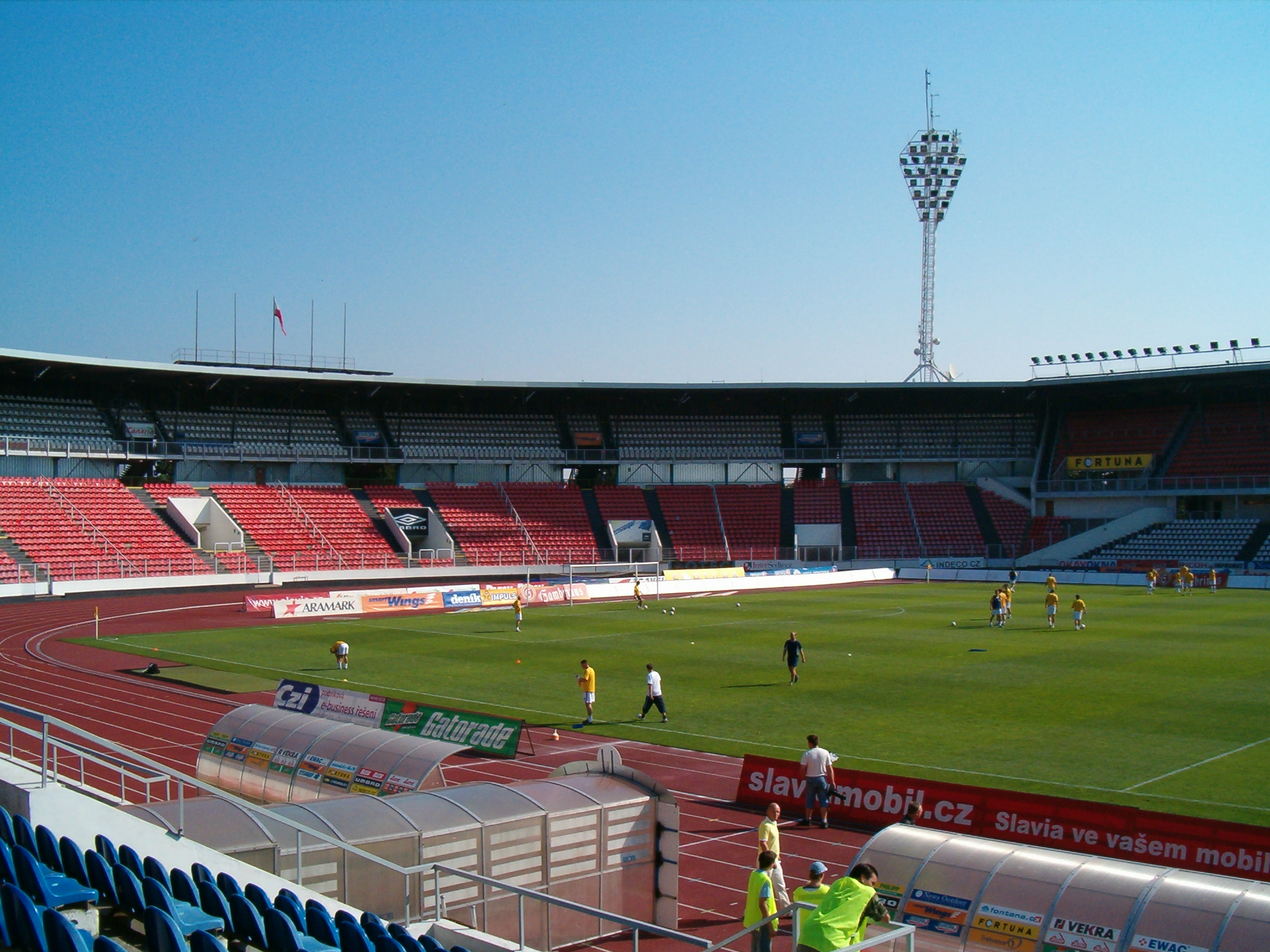
Stadion Evžena Rošického

Mistrovství Československa mužů a žen v atletice 1983 v kategoriích mužů a žen se konalo v sobotu 23. července a v neděli 24. července. v Praze. Hlavní část proběhla na stadionu E. Rošického na Strahově. Chodecký závod na 20 km se uskutečnil ve Stromovce.
Mistrovství Československa bylo posledním závodem před uzavřením nominace na historicky první Mistrovství světa v atletice 1983, což se odrazilo na dobrých výkonech. Představili se ti, kteří se zanedlouho stali mistry světa (Imrich Bugár, Helena Fibingerová, Jarmila Kratochvílová), popř. získali na mistrovství světa stříbrné či bronzové medaile (Taťána Kocembová, Milena Matějkovičová, Zuzana Moravčíková, Jozef Pribilinec, Gejza Valent, Remigius Machura) nebo se na mistrovství světa probojovali do finále (Zdeněk Adamec, Zdeňka Šilhavá, Eva Murková, Jarmila Nygrýnová, Vlastimil Mařinec, Ján Čado, Jan Kubista, Marcela Koblasová, Miroslav Záhořák, Petr Břečka, Dušan Malovec, Ján Tomko).

## Československé rekordy
Na mistrovství byly překonány tři československé rekordy. 
- Jarmila Kratochvílová překonala československý rekord v běhu na 400 m časem 48,45 s.
- Anna Filičková překonala rekord v běhu na 400 m překážek časem 56,18 s.
- Ivana Kleinová překonala rekord v běhu na 3000 m časem 9:03,18. [1][2]

## Medailisté

### Muži
| Soutěž         | Zlato                                                                                     | Stříbro                                                                            | Bronz                                                                     |
| 100 m          | Ľuboš Chochlík 10,68 Dukla Banská Bystrica                                                | Petr Novotný 10,81 VŠ Praha                                                        | Jiří Hudec 10,84 Zbrojovka Brno                                           |
| 200 m          | Ján Tomko 20,84 Dukla Banská Bystrica                                                     | Stanislav Sajdok 21,13 Dukla Praha                                                 | František Břečka 21,52 Rudá hvězda Praha                                  |
| 400 m          | Ján Tomko 45,69 Dukla Banská Bystrica                                                     | František Břečka 46,35 Rudá hvězda Praha                                           | Dušan Malovec 46,58 Dukla Banská Bystrica                                 |
| 800 m          | Jan Kubista 1:47,58 Sparta Praha                                                          | Ján Bičian 1:49,20 Dukla Banská Bystrica                                           | Leoš Dvořák 1:49,27 Dukla Praha                                           |
| 1500 m         | Josef Vedra 3:44,09 Dukla Praha                                                           | Pavel Šourek 3:44,96 Slavia Praha                                                  | Jiří Klesnil 3:45,78 AC Kablo Kladno                                      |
| 5000 m         | Lubomír Tesáček 13:53,29 Dukla Praha                                                      | Miroslav Zoubek 14:07,98 Zbrojovka Brno                                            | Stanislav Tábor 14:12,64 Rudá hvězda Praha                                |
| 10 000 m       | Stanislav Tábor 29:52,45 Rudá hvězda Praha                                                | Jiří Sýkora 30:12,99 TJ Vítkovice                                                  | Miroslav Bauckmann 30:21,21 CHZ Litvínov                                  |
| 110 m př.      | Július Ivan 13,90 Dukla Banská Bystrica                                                   | Jan Těšitel 14,27 Dukla Banská Bystrica                                            | Vladimír Dlouhý 14,28 VŠ Praha                                            |
| 400 m př.      | Vladislav Pecen 50,39 Slavia Praha                                                        | Vladimír Musil 51,23 Bohemians                                                     | Daniel Hejret 51,28 Rudá hvězda Praha                                     |
| 3000 m př.     | Milan Behúň 8:44,75 Dukla Banská Bystrica                                                 | Jiří Kolbaba 8:48,36 Zbrojovka Brno                                                | Zdeněk Pešek 8:50,96 Slovan Liberec                                       |
| 4 × 100 m      | František Ptáčník Luboš Chochlík Miroslav Púchovský Ján Tomko Dukla Banská Bystrica 40.35 | Jaroslav Priščák Miroslav Zahořák Josef Lomický Stanislav Sajdok Dukla Praha 40.44 | Tomáš Beneš Ludvík Svoboda Karel Kopeček Milan Bělošek Sparta Praha 40.96 |
| 4 × 400 m      | Lubor Chválek Josef Lomický Břetislav Zadák Miroslav Zahořák Dukla Praha 3:09.97          | Miloslav Zítka Jan Kubista Karel Kopeček Ivan Čížek Sparta Praha 3:13.22           | Milan Zajíček Otakar Janiczek Martin Čadek Daniel Hejret RH Praha 3:13.85 |
| Skok do výšky  | Jindřich Vondra 221 cm Sparta Praha                                                       | Josef Hrabal 221 cm VŠ Praha                                                       | Ľubomír Roško 215 cm Slávia UK Bratislava                                 |
| Skok o tyči    | František Jansa 550 cm VŠ Praha                                                           | Petr Habel 530 cm VŠ Praha                                                         | Jiří Lesák TJ Vítkovice Roman Zrun Dukla Praha 520 cm                     |
| Skok daleký    | Vlastimil Mařinec 799 cm Slavia Praha                                                     | Roman Zrun 784 cm Dukla Praha                                                      | Jan Leitner 781 cm Dukla Praha                                            |
| Trojskok       | Vlastimil Mařinec 17,06 m Slavia Praha                                                    | Jaroslav Přiščák 16,62 m Dukla Praha                                               | Ján Čado 16,48 m Slavia Praha                                             |
| Vrh koulí      | Remigius Machura 21,35 m VŠ Praha                                                         | Josef Kubeš 21,20 m VŠ Praha                                                       | Jaroslav Brabec 18,78 m Dukla Praha                                       |
| Hod diskem     | Imrich Bugár 66,40 m Dukla Praha                                                          | Gejza Valent 64,36 m TJ Vítkovice                                                  | Josef Kubeš 60,68 m VŠ Praha                                              |
| Hod kladivem   | Jiří Chamrád 74,48 m TJ Vítkovice                                                         | František Vrbka 73,74 m Dukla Praha                                                | Zdeněk Bednář 69,34 m Dukla Praha                                         |
| Hod oštěpem    | Zdeněk Adamec 82,42 m LIAZ Jablonec                                                       | Tomáš Babiak 78,32 m Stavbár Nitra                                                 | Jan Kolář 77,70 m Rudá hvězda Praha                                       |
| Desetiboj      | Martin Machura 7855 bodů VŠ Praha                                                         | Roman Hrabaň 7687 bodů VŠ Praha                                                    | Jaromír Frič 7574 bodů Škoda Plzeň                                        |
| Chůze na 20 km | Jozef Pribilinec 1:27,19 Dukla Banská Bystrica                                            | Pavol Blažek 1:27,50 Dukla Banská Bystrica                                         | Ivo Piták 1:28,53 LIAZ Jablonec                                           |

### Ženy
| Soutěž                             | Zlato                                                                                               | Stříbro                                                                                      | Bronz                                                                                      |
| 100 m                              | Eva Murková 11,72 Slávia PF Banská Bystrica                                                         | Štěpánka Sokolová 11,78 Rudá hvězda Praha                                                    | Helena Syručková 12,26 VŠ Praha                                                            |
| 200 m                              | Taťána Kocembová 22,97 TJ Vítkovice                                                                 | Štěpánka Sokolová 23,54 Rudá hvězda Praha                                                    | Radislava Šoborová 23,77 VŠ Praha                                                          |
| 400 m                              | Jarmila Kratochvílová 48,85 NR VŠ Praha                                                             | Taťána Kocembová 49,70 TJ Vítkovice                                                          | Milena Matějkovičová 51,88 VŠ Praha                                                        |
| 800 m                              | Dagmar Tesáčková 2:06,70 VŠ Praha                                                                   | Ludmila Marvánová 2:07,56 Zbrojovka Brno                                                     | Ivana Hlaváčková 2:09,69 Škoda Plzeň                                                       |
| 1500 m                             | Jana Kučeríková 4:20,7 Slávia PF Banská Bystrica                                                    | Jindřiška Červená 4:21,7 VŠ Praha                                                            | Vlasta Holubová 4:26,7 Slávia UK Bratislava                                                |
| 3000 m                             | Ivana Kleinová 9:03,18 NR VŠ Praha                                                                  | Jana Červenková 9:08,47 VŠ Praha                                                             | Ľudmila Melicherová 9:12,37 Slávia PF Banská Bystrica                                      |
| 100 m př.                          | Hana Mužíčková 13,82 LIAZ Jablonec                                                                  | Milena Tebichová 14,14 Rudá hvězda Praha                                                     | Jana Petříková 14,24 ZVVS Milevsko                                                         |
| 400 m př.                          | Anna Filičková 56,18 NR TJ Vítkovice                                                                | Marcela Ševčíková 56,45 TJ Vítkovice                                                         | Michaela Řeháková 60,25 Slávia UK Bratislava                                               |
| 4 × 100 m                          | Ivana Kurucová Dana Michalová Miroslava Hochmanová Lenka Katonová Spartak Ústí n/L 47.80            | Jana Plíšková Eva Pavlíková Markéta Hušková Irena Krejcarová Spartak Hradec Králové 48.14    | startovaly 2 štafety                                                                       |
| 4 × 400 m                          | Slavěna Řeháková Gabriela Buzinkaiová Mária Szabová Ľubica Grajciarová Slávia UK Bratislava 3:49.05 | Michaela Řeháková Jana Šmidáková Dagmar Šubrtová Dagmar Tesáčková-Kubálková VŠ Praha 3:56.24 | Miroslava Hochmanová Dana Michalová Ivana Kurucová Jana Ševčíková Spartak Ústí n/L 3:59.92 |
| Skok do výšky                      | Zdeňka Boukalová 187 cm Sparta Praha                                                                | Daniela Relská 184 cm TJ Vítkovice                                                           | Ivana Geržová 181 cm VŠ Praha                                                              |
| Skok daleký                        | Eva Murková 686 cm Slávia PF Banská Bystrica                                                        | Jarmila Strejčková 676 cm Škoda Plzeň                                                        | Eva Kuchtová 646 cm Škoda Plzeň                                                            |
| Vrh koulí                          | Helena Fibingerová 21,31 m TJ Vítkovice                                                             | Zdeňka Šilhavá 21,05 m Rudá hvězda Praha                                                     | Vladislava Petrželová 14,11 m LIAZ Jablonec                                                |
| Hod diskem                         | Zdeňka Šilhavá 67,90 m Rudá hvězda Praha                                                            | Jitka Prouzová 60,86 m Rudá hvězda Praha                                                     | Gariela Hanuláková 53,96 m Slávia UK Bratislava                                            |
| Hod oštěpem                        | Elena Burgárová 61,82 m TJ BZVIL Ružomberok                                                         | Marie Fukalová 56,10 m LIAZ Jablonec                                                         | Kateřina Kotmelová 54,84 m VŠ Praha                                                        |
| Sedmiboj                           | Marcela Koblasová 6087 bodů VŠ Praha                                                                | Helena Otáhalová 5961 bodů Rudá hvězda Praha                                                 | Blanka Najbrtová 5117 bodů Lokomotiva Nymburk                                              |
| Chůze na 5 km (nemistrovský závod) | Agnieszka Wyszynská 25:07                                                                           | Marta Hrubanová 26:16 LIAZ Jablonec                                                          | Zuzana Holveková 26:59 Rudá hvězda Strašnice                                               |